# На мъжете не може да се вярва
„На мъжете не може да се вярва“  (Его)(на турски: Erkeğe Güven Olmaz, EGO) е турски драматичен сериал, излязъл на телевизионния екран през 2023 г. Продуциран от Pastel Film, първи епизод е излъчен на 5 февруари 2023 г., режисиран от Доа Джан Aнафарта, сценарий от Гюлсев Kарагьоз, Aхмет Oрчун Oкшар, Зафер Йозер Четинел, Гьоркем Tюзюн, Oкан Башар Бахар, Eркан Биргьорен и Eлиф Tуна Kъйгъ, с участието на Алперен Дуймаз, Мелиса Аслъ Памук, Ахмет Каякесен и Рюя Хелин Демирбулут. Адаптация на южнокорейската драма „Изкушение“ от 2014 г. Сериалът приключва след 13-ия епизод, излъчен на 21 май 2023 г.

## Актьорски състав
- Алперен Дуймаз – Eрхан Йълдъръм
- Мелиса Аслъ Памук – Сибел Кораслан
- Aхмет Kаякесен – Tунджай Kораслан
- Рюя Хелин Демирбулут – Eлиф Текин
- Eрдал Kючюккьомюрджю – Tахир Кораслан
- Tуна Орхан – Бурхан
- Хюлия Гюлшен Ърмак – Шюкран
- Дерия Бешерлер – Бегюм Кораслан
- Aзиз Джанер Инан – Зафер
- Шафак Пекдемир – Eсин
- Наз Сайънер – Сенем
- Eмирхан Дьонмез – Aрда
- Джан Сертач Aдалъер – Самет
- Tопрак Kъвълджъм – Беркай
- Eйлюл Aкдаа – Зейнеп
- Eслем Барутчу – Мерджан
- Aхмет Шенинак – Тансел
- Уолисон Фонсека – Tимур

### Гостуващ състав
- Севилай Чифтчи – Севинч

## Излъчване/Излъчване в България
| Сезон | Сезон | Епизоди | Начало на сезона   | Край на сезона | Всички епизоди | ТВ сезон | ТВ канал |
| ----- | ----- | ------- | ------------------ | -------------- | -------------- | -------- | -------- |
|       | 1     | 13      | 5 февруари 2023 г. | 21 май 2023 г. | 1 – 13         | 2023     | FOX      |

### В България
Сериалът започва излъчването си в България на онлайн-платформата на bTV Media Group Voyo.bg на 1 юли 2024 г. На 18 декември 2024 г. започва излъчване под името „Его“ по bTV Story от 21:30 ч. и завършва на 11 февруари 2025 г. Ролите се озвучават от Ивет Лазарова, Татяна Етимова, Яна Огнянова, Виктор Танев и Владимир Колев. Дублажът е на студио Медиа линк.